# Пауло
Пау̀ло (на италиански: Paullo, на западноломбардски: Paü, Пау) е град и община в Северна Италия, провинция Милано, регион Ломбардия. Разположен е на 97 m надморска височина. Населението на общината е 11 250 души (към 2013 г.).